# Uncharted: The Lost Legacy
Uncharted: The Lost Legacy ist ein vom amerikanischen Entwicklerstudio Naughty Dog exklusiv für die PlayStation 4 entwickeltes Spiel des Action-Adventure-Genres. Es wurde von Sony Interactive Entertainment im August 2017 veröffentlicht. Es handelt sich bei dem Computerspiel um eine Standalone-Erweiterung, in der erstmals in der Geschichte der Serie nicht der Abenteurer Nathan Drake spielbar ist. Bei den Protagonisten handelt es sich um Drakes Freundin Chloe Frazer, die bereits in den Serienteilen Among Thieves und Drake’s Deception eine wichtige Rolle spielte, sowie Nadine Ross, die in A Thief’s End als Anführerin der Söldnertruppe Shoreline in Erscheinung trat.
Uncharted: The Lost Legacy ist ein eigenständiges Spiel, das den Besitz des Vorgängers A Thief’s End nicht voraussetzt.
Am 28. Januar 2022 erschien zudem eine überarbeitete Version für PlayStation 5 im Rahmen der Legacy of Thieves Collection, zudem wurde am 19. Oktober 2022 eine PC-Version für Microsoft Windows auf Steam veröffentlicht.

## Handlung
Die Diebin und Abenteurerin Chloe Frazer heuert die Söldnerin Nadine Ross an, um mit ihrer Hilfe an den Stoßzahn von Ganesha zu gelangen, ein immens wertvolles Artefakt, das den sagenumwobenen verlorenen Stoßzahn der elefantenköpfigen indischen Gottheit Ganesha symbolisiert und seit dem Untergang des Reichs der Hoysala vor vielen Jahrhunderten verschollen ist. Dazu müssen sie jedoch zuerst einem alten Bekannten von Nadine, dem Warlord Asav, der ebenfalls nach dem Stoßzahn sucht und dafür auf die Kompetenz eines sogenannten „Experten“ setzt, eine mechanische Scheibe entwenden, die Hinweise auf den Verbleib des Stoßzahns liefern kann. 
Nachdem ihnen das gelungen ist, reisen sie in das Gebiet des ehemaligen Hoysala-Reichs und können mithilfe der Scheibe die Ruinen von dessen neuerer Hauptstadt Halebid aufspüren. Entgegen ihrer Erwartung befindet sich der Stoßzahn jedoch nicht dort, sondern, wie ein neuer Hinweis ergibt, in der älteren Hauptstadt, Belur. Zwischenzeitlich werden sie von den Truppen Asavs angegriffen, die ebenfalls in dem Gebiet nach dem Stoßzahn suchen. 
Es stellt sich heraus, dass Asavs „Experte“ kein Geringerer als der Schatzjäger Sam Drake ist, der von Asav gefangen gehalten wird und mit dem Nadine noch eine alte Rechnung offen hat. Sam ist auch Chloes ursprünglicher Partner, den sie mithilfe von Nadine befreien wollte, der sie aber in Kenntnis der problematischen Beziehung der beiden bisher nichts davon erzählt hat. Mit gutem Grund, denn Nadine schlägt Chloe daraufhin wutentbrannt nieder und haut allein mit dem Jeep ab. Kurze Zeit später raufen sich die beiden aber wieder zusammen und verfolgen Asav, der Belur bereits vor ihnen erreichen kann. 
Schlussendlich werden die beiden von Asav gefangen genommen, welcher Chloe dazu zwingt, das letzte Rätsel zu lösen, hinter dem der Stoßzahn verborgen liegt. Nachdem ihr das gelungen ist und Asav den Stoßzahn an sich genommen hat, lässt er Chloe, Nadine und Sam in Handschellen gefesselt zurück, damit sie im Raum des Stoßzahns, der sich schnell mit Wasser füllt, ertrinken. Chloe kann dank ihrer exzellenten Fähigkeiten im Schlösserknacken jedoch sich und die beiden anderen rechtzeitig befreien und sie nehmen die Verfolgung Asavs auf. Dieser tauscht den Stoßzahn gegen eine Bombe ein, die er von Shoreline bekommt, der Söldnerfirma, die früher von Nadine geführt wurde, aber nun durch Sams Schuld unter neuer Leitung steht. Mithilfe der Bombe will Asav einen Bürgerkrieg auslösen. Es gelingt den dreien, den Stoßzahn von Shoreline zurückzuerobern und anschließend auch Asavs Zug aufzuhalten, mit dem er die Bombe zur Detonation in eine Stadt transportieren will. Asav stirbt dabei und die drei freuen sich, den Tag gerettet zu haben. Chloe und Nadine wollen den Stoßzahn nun allerdings zu Sams Missfallen gegen einen Finderlohn dem indischen Kultusministerium überlassen.

## Spielprinzip
Uncharted: The Lost Legacy ist ein Action-Adventure, bei dem die Protagonistin aus der Third-Person-Perspektive gesteuert wird. Die Spielfigur klettert Wände und springt im Stil des Parkour über Häuserdächer, kann schwimmen, tauchen und an Seilen schwingen. Der Kampf gegen feindliche Figuren ist je nach Wahl des Spielers mit unterschiedlichen Faustfeuer- und Langwaffen oder auch mit Nahkampftechniken möglich. In einem Feuergefecht hat die Spielfigur die Möglichkeit, aus einer Deckung heraus Schüsse abzugeben. Alternativ können Gefahren auch durch Schleichen im Stil eines Stealth-Computerspiels umgangen werden. Zudem lassen sich unterschiedliche Fahrzeuge steuern. Geprägt wird das Spielgeschehen durch zahlreiche Umgebungspuzzles, die das Lösen von teils komplexen Rätseln erfordert. Neu ist die Möglichkeit, Schlösser knacken zu können und schallgedämpfte Waffen einzusetzen. Der Spielablauf ist linear, allerdings gibt es unterschiedliche Wege, das jeweilige Ziel zu erreichen.

## Charaktere
- Chloe Frazer ist eine australische Schatzjägerin und Freundin von Nathan Drake. In den Spielen Uncharted 2: Among Thieves und Uncharted 3: Drake’s Deception unterstützt sie Nathan bei seinen Abenteuern. Chloe wird als impulsiv, moralisch flexibel und skrupellos beschrieben.[6]
- Nadine Ross war die Leiterin der südafrikanischen paramilitärischen Organisation Shoreline und verfügte über eine Armee und moderne Waffen, die sie sich auch nicht scheute einzusetzen. Sie ist eine ausgezeichnete Kämpferin und ein Meisterschütze. Ihr erster Auftritt erfolgte in Uncharted 4: A Thief’s End, und sie ist die erste Antagonistin, die ein Spiel der Reihe überlebte. Nach der Auflösung der Organisation verdingt sie sich nun als Söldnerin.[7]
- Asav ist ein indischer Warlord und ebenfalls hinter dem Stoßzahn von Ganesha her, um damit seinen Bürgerkrieg gegen die indische Regierung zu finanzieren.
- Samuel "Sam" Drake ist der Bruder von Nathan Drake, dem Protagonisten von Uncharted 1 bis 4, ebenfalls ein Schatzsucher und mit wenig moralischen Skrupeln. Mit Chloe verbindet ihn eine Arbeitsfreundschaft, mit Nadine gegenseitige Abneigung bedingt durch ihr Aufeinandertreffen in A Thief's End.

## Rezeption
Die ersten Stimmen der Fachpresse bescheinigten nach der Vorstellung neuer Spielinhalte auf der Electronic Entertainment Expo 2017 eine gewohnt hohe Qualität und erwähnten die spielerische Nähe zu Uncharted 4: A Thief’s End. National und International hat das Spiel gute Bewertungen bekommen.

„Kann man eine hohe Wertung samt Hit-Stempel vergeben und trotzdem ein wenig enttäuscht von einem Spiel sein? Nun, bei Uncharted: The Lost Legacy ergeht es mir zumindest so – wobei „enttäuscht“ wohl ein zu hartes Wort ist. Es fühlt sich eben im Kern doch „nur“ wie ein riesiges Add-on zu Uncharted 4 an, enthält also keine neuen Gameplay-Ideen, sieht grafisch fast genau gleich aus und übernimmt auch sonst einige Elemente. Das ist deswegen nicht schlimm, weil Uncharted 4 ein absolut herausragendes Erlebnis ist und mehr vom Selben im diesen Falle also durchaus erwünscht. Was mir aber eben fehlt, ist das Überraschungsmoment, die frischen Ansätze, welche jedes Uncharted-Abenteuer – inklusive dem etwas schwächeren dritten Teil – mit sich gebracht hat.“

„Was wir hier haben, könnte der berühmte Beginn einer wunderbaren Freundschaft sein. Chloe und Nadine haben den Kennenlernteil hinter sich gebracht, sie hatten ihre Konfrontation, aber der zweite Akt verlief wie erwartet. Und so stehen sie nun bereit, das Zepter zu übernehmen, nachdem sich Nathan in den wohlverdienten Ruhestand zurückzog. Die Chemie zwischen ihnen passt, sie haben genug trockenen Witz und ihre Feuertaufe mit Bravour gemeistert. Sicher, sie hatten es etwas einfacher, denn vor allem spielerisch hat der Titan der Nathan-Quadrologie eine breite Schneise gebahnt, der man leicht folgen kann. Details im Kampf und etwas mehr Stealth machen da sicher kein neues Spiel draus. Aber das war auch nicht nötig.“

„Mit The Lost Legacy setzt Naughty Dog die Abenteuer in der Uncharted-Welt routiniert fort. Die Mischung aus Action, Sprungsequenzen, Gebietserforschung und clever eingesetzten Rätseln ist gut aufeinander abgestimmt und wird vom Drehbuch adäquat unterstützt. Die beiden ins Rampenlicht gerückten Heldinnen Chloe Frazer und Nadine Ross bekommen die Gelegenheit, im Kampf gegen den charismatischen, aber leicht stereotypen Antagonisten sowohl ihre sanften als auch ihre taffen Seiten auszuspielen. Dabei schwelt im Hintergrund das in der Serie allgegenwärtige Thema Familie, das auch hier hilft, den Figuren erzählerische Tiefe zu geben. Schade ist allerdings, dass trotz Geschlechterwechsels unter dem Strich das Gefühl bleibt, mit den Drakes unterwegs zu sein.“